# Kazimierz Bąbiński
Kazimierz Damian Bąbiński, ps. Luboń, Orlica, Maciej Boryna, Zrąb, Krzysztof (ur. 29 października 1895 w Opatowie, zm. 24 września 1970 w Szczecinku) – pułkownik piechoty Wojska Polskiego, komendant Okręgu Armii Krajowej „Wołyń”, twórca i pierwszy dowódca 27 Dywizji Wołyńskiej Armii Krajowej, żołnierz I Brygady Legionów, uczestnik wojny polsko-bolszewickiej i kampanii wrześniowej, dwukrotny kawaler Orderu Virtuti Militari.

## Życiorys
Syn geometry Rudolfa Stanisława i Marii z Marskich. Uczył się początkowo w Szkole Polskiej w Lublinie, a następnie w gimnazjum w Radomsku. W sierpniu 1914 wstąpił do I Brygady Legionów. Podczas bitwy pod Krzywopłotami, walcząc w II batalionie I Brygady Legionów, został ciężko ranny. Po wyleczeniu został przydzielony do 5 pułku piechoty Legionów Polskich i wziął udział w walkach pod Styrem na Wołyniu. W bitwie pod Kostiuchnówką ponownie ciężko ranny.
Od grudnia 1916 do lipca 1917 przebywał na kursie oficerskim, po odmowie złożenia przysięgi na wierność obcym monarchom opuścił szeregi wojska (w miesiącach od lipca do grudnia 1917 był internowany w Szczypiornie) i podjął pracę konspiracyjną w Polskiej Organizacji Wojskowej. W listopadzie 1918 zameldował się w odtworzonym 5 pułku piechoty Legionów i jako dowódca plutonu 4 kompanii walczył w obronie Przemyśla, a następnie ruszył na odsiecz Lwowa. W 1919 został wyznaczony do kadry 1 Dywizji Piechoty Legionów formującej się w Komorowie. Następnie w stopniu podporucznika jako dowódca 5 kompanii brał udział w walkach o Lidę i w zdobyciu Wilna, brał także udział w wyprawie kijowskiej.

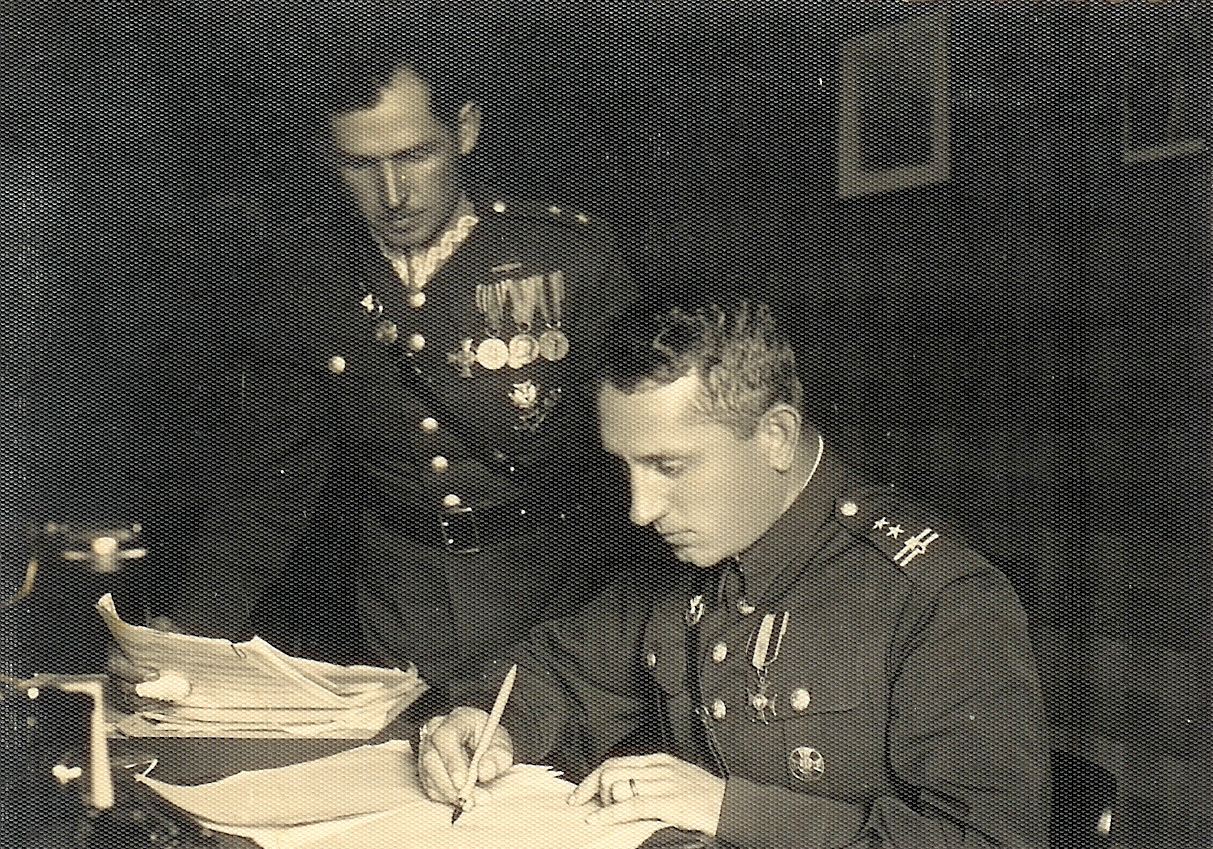
D-ca baonu KOP „Troki” ppłk Kazimierz Bąbiński i płatnik – por. kanc. Stanisław Zalfresso-Jundziłło; Troki 1934

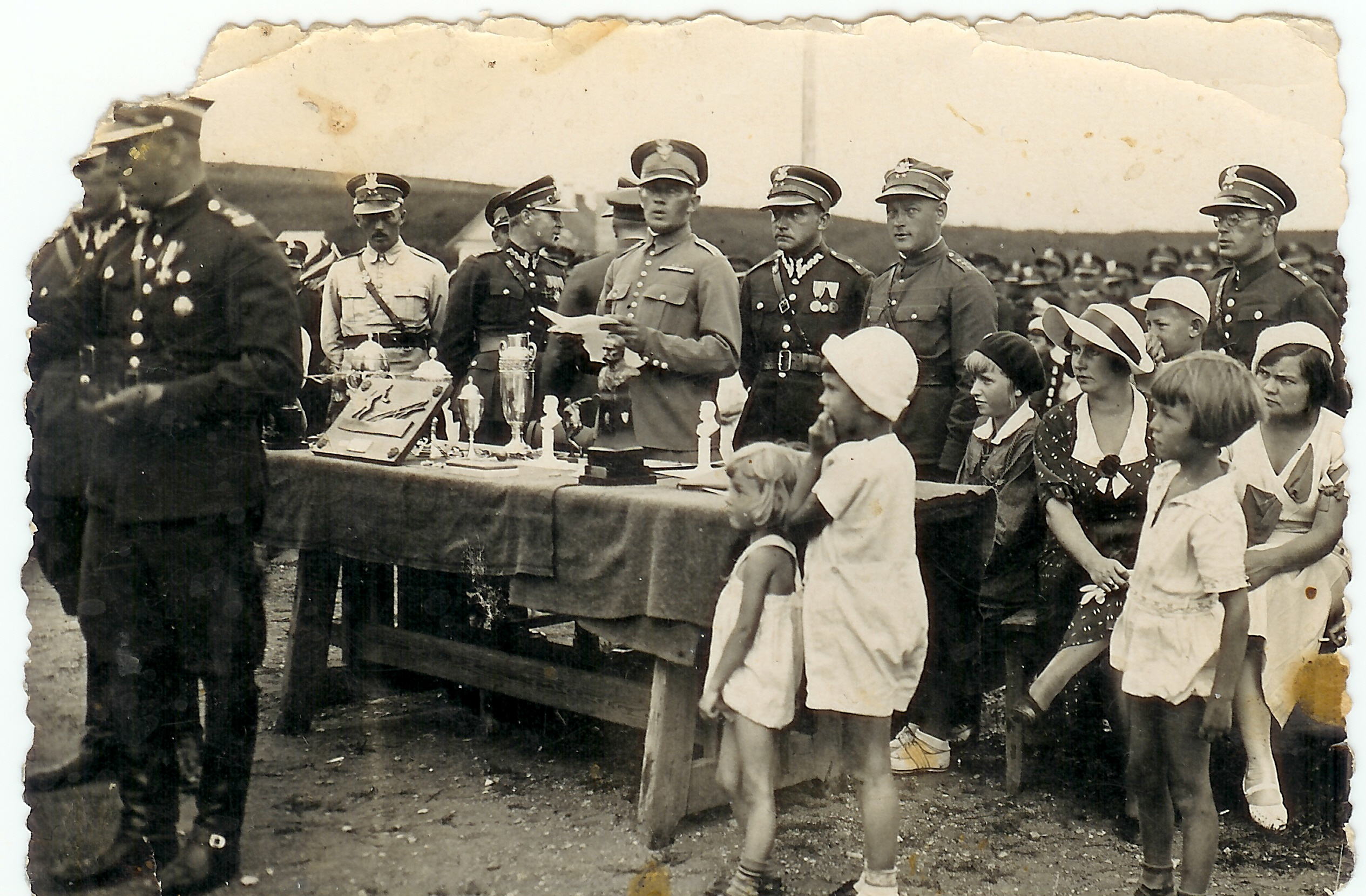
Ppłk Kazimierz Bąbiński wręcza nagrody po zawodach sportowych w baonie KOP „Troki”

W sierpniu 1920 został adiutantem dowódcy II batalionu 5 pp Leg., mjr. Wincentego Kowalskiego. Brał udział w bitwie o Białystok i bitwie nad Niemnem.
3 maja 1922 roku został zweryfikowany w stopniu kapitana ze starszeństwem z dniem 1 czerwca 1919 roku i 1576. lokatą w korpusie oficerów piechoty. W latach 1922–1923 był I oficerem sztabu 1 Dywizji Piechoty Legionów w Wilnie, pozostając oficerem nadetatowym 5 pp Leg. Z dniem 15 października 1924 roku powrócił do macierzystego pułku. W 1925 roku został przeniesiony do Nowych Święcian na stanowisko dowódcy kadry instruktorskiej 20 batalionu granicznego. 18 lutego 1928 roku awansował na majora ze starszeństwem z dniem 1 stycznia 1928 roku i 148. lokatą w korpusie oficerów piechoty. 26 kwietnia 1928 roku został wyznaczony na stanowisko dowódcy II batalionu 5 pp Leg. 23 marca 1932 roku został przeniesiony do Korpusu Ochrony Pogranicza na stanowisko dowódcy batalionu KOP „Troki” w Nowych Trokach. 24 stycznia 1934 roku został awansowany na podpułkownika ze starszeństwem z dniem 1 stycznia 1934 roku i 14. lokatą w korpusie oficerów piechoty. 31 sierpnia 1935 roku ogłoszono jego przeniesienie do 42 pułku piechoty w Białymstoku na stanowisko zastępcy dowódcy pułku. 15 listopada 1938 objął dowództwo 5 pp Leg. w Wilnie.
28 sierpnia 1939 wyruszył z Wilna na czele zmobilizowanego 5 pp Leg. i dowodził nim w czasie kampanii wrześniowej. Walczył 7 września pod Pułtuskiem, bronił przeprawy na Bugu pod Wyszkowem od 8 do 10 września oraz w rejonie Stoczka, a ostatni bój stoczył w dniach 13–14 września pod Oleśnicą, Wodyniami i Seroczynem. Podczas przebijania się w lasy Jagodne został kontuzjowany i 14 września został wzięty do niewoli niemieckiej, z której uciekł po kilkunastu godzinach i przedostał się do Warszawy.
W listopadzie 1939 gen. Stefan Rowecki mianował go szefem Wydziału Piechoty i Wyszkolenia w Oddziale III Sztabu Głównego Komendy Związku Walki Zbrojnej. Używał wówczas pseudonimów „Marcin” i „Krzysztof”.
W lipcu 1942 Komendant Sił Zbrojnych w kraju wydzielił z obszaru lwowskiego samodzielny Okręg Wołyń Armii Krajowej, którego komendantem został ppłk Kazimierz Bąbiński. Działał tam początkowo pod pseudonimami „Boryna” i „Orlica”. W marcu 1943 przyjechał na stałe do Kowla i używał wówczas pseudonimów „Zrąb” i „Luboń”, a 20 marca otrzymał awans na stopień pułkownika.
15 stycznia 1944 płk Bąbiński wydał rozkaz rozpoczęcia akcji „Burza” i zarządził mobilizację 27 Wołyńskiej Dywizji Piechoty AK liczącej około 6,5 tys. żołnierzy.
W lutym 1944 objął stanowisko w III Oddziale Sztabu Głównego AK w Warszawie, a dowództwo 27 Wołyńskiej Dywizji AK przekazał ppłk Janowi Wojciechowi Kiwerskiemu „Oliwa”. Za dowodzenie i walkę na Wołyniu płk Kazimierz Bąbiński odznaczony został Krzyżem Złotym Orderu Wojennego Virtuti Militari. 2 listopada 1945 został aresztowany i więziony. Wyrokiem Wojskowego Sądu Rejonowego w Warszawie skazany na 6 lat więzienia. Zwolniony z więzienia 16 marca 1947 na mocy amnestii. Aresztowany ponownie 16 grudnia 1947, skazany wyrokiem WSR Warszawa na 10 lat więzienia. Zwolniony z więzienia na mocy amnestii z dnia 16 grudnia 1953, zamieszkał w Szczecinku, gdzie pracował jako referent w Rejonie Przemysłu Leśnego. Zrehabilitowany orzeczeniem Sądu Wojewódzkiego dla m.st. Warszawy z dnia 7 sierpnia 1958.
Zmarł 24 września 1970 w Szczecinku i został pochowany na cmentarzu Powązkowskim w Warszawie (kwatera 150-3-20).

## Ordery i odznaczenia
- Krzyż Złoty Orderu Wojennego Virtuti Militari nr 155 (1944)
- Krzyż Srebrny Orderu Wojskowego Virtuti Militari nr 736 (16 lutego 1921)[19][20]
- Krzyż Niepodległości (13 kwietnia 1931)[21]
- Krzyż Kawalerski Orderu Odrodzenia Polski (1938)
- Krzyż Walecznych (czterokrotnie[22]: „za czyny męstwa i odwagi wykazane w bojach toczonych w latach 1918–1921”)
- Krzyż Walecznych (trzykrotnie[4]: „za czyny męstwa i odwagi wykazane w wojnie rozpoczętej 1 września 1939 roku”)
- Złoty Krzyż Zasługi (10 listopada 1928)[23]
- Medal Pamiątkowy za Wojnę 1918–1921[24]
- Medal Dziesięciolecia Odzyskanej Niepodległości[24]
- Odznaka za Rany i Kontuzje[24]
- Odznaka „Za wierną służbę”[24]
- Medal 10 Rocznicy Wojny Niepodległościowej (Łotwa, zezwolenie 1929)[24][25]

## Upamiętnienie
Od 6 czerwca 2019 placówka Nadbużańskiego Oddziału Straży Granicznej w Lublinie nosi imię pułkownika Kazimierza Bąbińskiego.